# Apostolicae Sedis moderationi
Apostolicae Sedis moderationi je papinska bula (također opisana kao apostolska konstitucija) koju je 12. listopada 1869. godine izdao papa Pio IX. Ovim dokumentom revidiran je popis crkvenih kazni (censura) koje su se u kanonskom pravu automatski (lata sententia) primjenjivale na prekršitelje. Njihov broj je smanjen, a one koje su zadržane dodatno su pojašnjene.
Kao što je uobičajeno za ovakve dokumente, bula nosi naziv prema svojim početnim riječima.

## Povijesna pozadina
Tijekom stoljeća crkvene kazne su se množile, pri čemu su neke potvrđivale, mijenjale ili ukidale prethodne odredbe. Tridentski sabor (1545. – 1563.) nastojao ih je pojednostaviti, no brojne nove zakonske odredbe nastavile su se uvoditi, što je dodatno zakompliciralo postojeće stanje. To je dovelo do nejasnoća među kanonistima, moralnim teolozima i vjernicima, čime se nametnula potreba za cjelovitom revizijom postojećih propisa.

## Sadržaj
Kazne koje su zadržane u revidiranom obliku podijeljene su u nekoliko kategorija, ovisno o tome koja crkvena vlast ima ovlast za njihovo oproštenje:
- Automatske ekskomunikacije rezervirane papi na poseban način – 12 kazni
- Automatske ekskomunikacije jednostavno rezervirane papi – 17 kazni,
- Automatske ekskomunikacije rezervirane biskupima ili ordinarijima – 3 kazne,
- Automatske ekskomunikacije koje nisu rezervirane nikome (od njih mogu odriješiti obični svećenici) – 4 kazne,
- Automatske suspenzije rezervirane papi – 7 kazni,
- Automatski interdikti rezervirani višim crkvenim vlastima – 2 kazne.

## Napomene
Iako cenzura (crkvena kazna) ima prvenstveno pokornički karakter i cilj joj je ispraviti osobu koja ju je navukla, ona ne prestaje automatski samim pokajanjem. Kazna mora biti formalno ukinuta od strane vlasti koja ju je izrekla. Cenzure navedene u buli Apostolicae Sedis moderationi klasificirane su prema razini crkvene vlasti ovlaštene za njihovo oproštenje. Svaki svećenik koji ima ovlast za odrješenje od grijeha može također odriješiti od cenzura, osim ako su one izričito rezervirane višoj crkvenoj vlasti.
Neke kazne rezervirane su biskupima, što znači da biskupi unutar svoje jurisdikcije ili posebno delegirane osobe mogu odriješiti od takvih kazni. Druge su rezervirane papi, što znači da čak ni biskup ne može dati odrješenje bez papinskog odobrenja. Posebno je važno istaknuti dvanaest cenzura koje su rezervirane papi na poseban način (speciali modo), zbog čega čak i biskupi za njihovo odrješenje trebaju posebno papinsko ovlaštenje. Osim jedne, ove su kazne preuzete iz bule In Coena Domini, koja se od 1364. do 1770. tradicionalno objavljivala u Rimu svake godine na Veliki četvrtak. Od jedanaest kanonskih prekršaja navedenih u toj buli pet se odnosi na napade na temelje Crkve, tj. na njezinu vjeru i ustroj, tri se odnose na napade na moć Crkve i slobodno izvršavanje te moći, a preostala tri odnose se na napade na duhovna ili materijalna dobra Crkve.

### Slobodno zidarstvo
Premda se u ovom dokumentu slobodno zidarstvo ne spominje izričito, autor članka u Katoličkoj enciklopediji ipak smatra kako ovaj dokument pripada među papinske izjave usmjerene protiv slobodnog zidarstva.